# Parque natural Montaña Palentina
El parque natural Montaña Palentina, antes llamado parque natural de Fuentes Carrionas y Fuente Cobre-Montaña Palentina, es un espacio natural protegido situado en el norte de la provincia de Palencia, en la comunidad autónoma española de Castilla y León. En él se encuentran algunas especies endémicas de flora y fauna, así como espacios naturales como bosques de montaña muy bien preservados. 
Debía su nombre original a los dos parajes conocidos como Fuentes Carrionas y Fuente del Cobre, considerados los nacimientos de los ríos Carrión y Pisuerga, respectivamente, y posteriormente fue renombrado con el nombre de la comarca donde se encuentra situado, la Montaña Palentina.

## Declaración
El miércoles 5 de julio de 2000 se publicó la declaración del parque natural de Fuentes Carrionas y Fuente Cobre-Montaña Palentina.
Incluida en el Plan de Espacios Naturales Protegidos de la Comunidad de Castilla y León, creado por la Ley de Espacios Naturales, con el nombre de «Fuentes Carrionas y Fuente Cobre», procediéndose al estudio y tramitación del Plan de Ordenación de los Recursos Naturales previsto en el artículo 22 de la Ley 8/1991 de 10 de mayo, de Espacios Naturales de la Comunidad de Castilla y León que, tras un inventario y evaluación de los recursos naturales, estableciese las directrices orientadoras de las políticas sectoriales y de desarrollo socioeconómico y las regulaciones que respecto a los usos y actividades fuese necesario disponer y determinase el régimen de protección que, de entre los dispuestos en la propia Ley, le fuese de aplicación, con la participación de las Entidades Locales afectadas.
Por Orden de 27 de abril de 1992, la Consejería de Medio Ambiente y Ordenación del Territorio dio iniciación al Plan de Ordenación de los Recursos Naturales de este Espacio Natural que se aprobó mediante el Decreto 140/1998, de 16 de julio, por el que se aprueba el PORN de Fuentes Carrionas y Fuente Cobre-Montaña Palentina. 

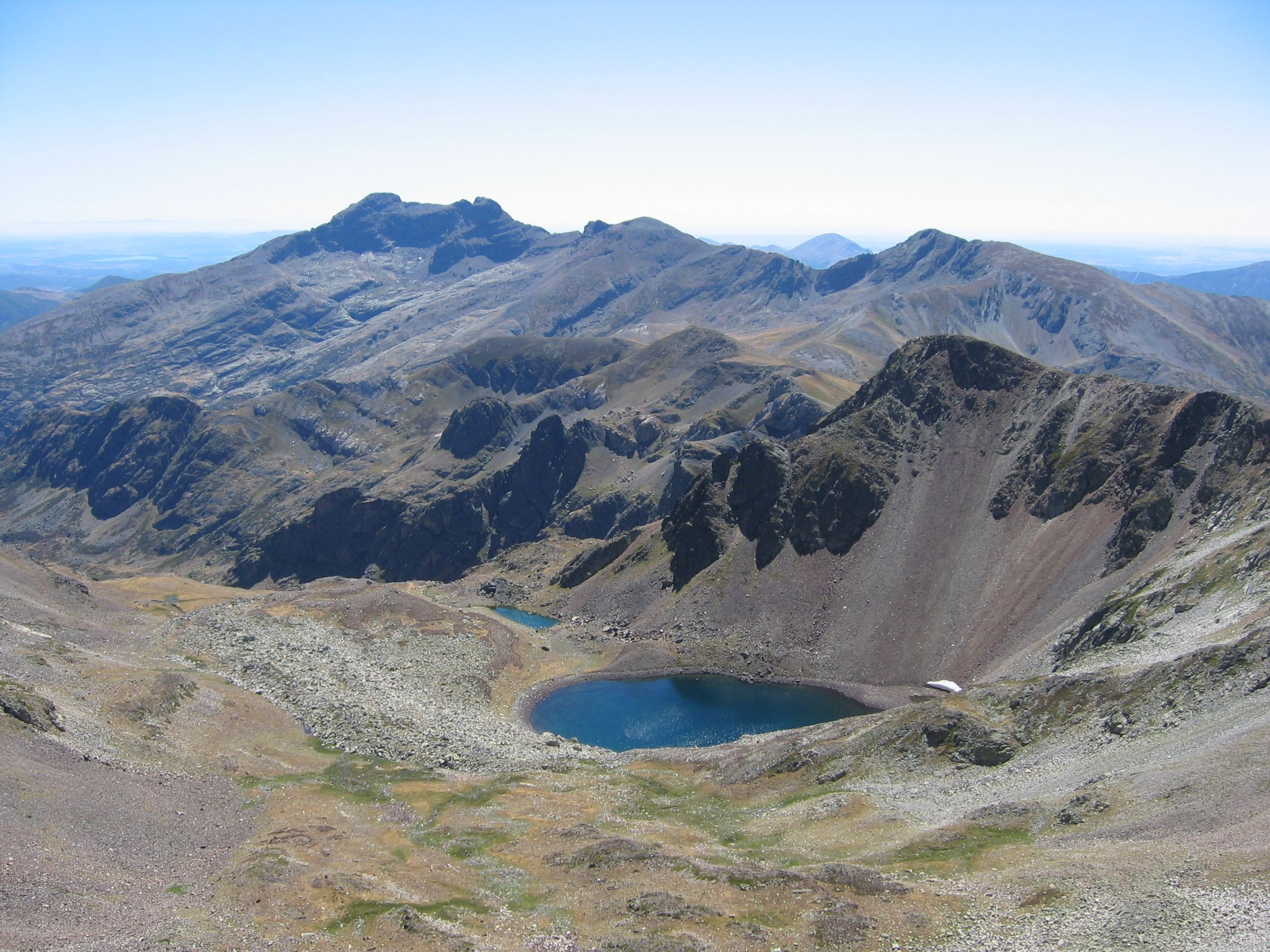
Laguna de Fuentes Carrionas.

Su tramitación se ha ajustado a lo dispuesto en el Art. 32 de la citada Ley, habiéndose procedido durante este proceso a la variación de su denominación por la de «Fuentes Carrionas y Fuente Cobre-Montaña Palentina». Evacuados los preceptivos informes, la Dirección General del Medio Natural elaboró propuesta definitiva del instrumento de planificación, que fue aprobado por la Junta de Castilla y León, por Decreto 140/1998, de 16 de julio.
El Plan de Ordenación de los Recursos Naturales de Fuentes Carrionas y Fuente Cobre-Montaña Palentina propone como figura de protección más apropiada para esta área la de parque natural, por tratarse de un espacio de relativa extensión, notable valor natural y singular calidad biológica, en los que se compatibiliza la coexistencia del hombre y sus actividades con el proceso dinámico de la naturaleza, a través de un uso equilibrado y sostenible de los recursos.

## Justificación
La Junta de Castilla y León justificó la declaración como parque natural mediante el siguiente argumento: 

Espacio de gran valor natural, paisajístico, faunístico y botánico. Posee la masa de sabinas más septentrional de Europa, junto con endemismos de la Cordillera Cantábrica como la Artemisa cantabrica y el Echium cantabricum; y es refugio de una especie emblemática y en peligro de extinción: el oso pardo.

## Descripción
En el extremo norte de la provincia de Palencia se halla esta área montañosa que forma parte de la cordillera Cantábrica y aparece dibujada por las cuencas de los ríos Carrión (Fuentes Carrionas) y Pisuerga (Cueva del Cobre), predominando en la primera las fuertes pendientes con escasa cobertura vegetal mientras que en la segunda son más extensas las masas arboladas, asentadas sobre un relieve menos acentuado.

### Detalles técnicos

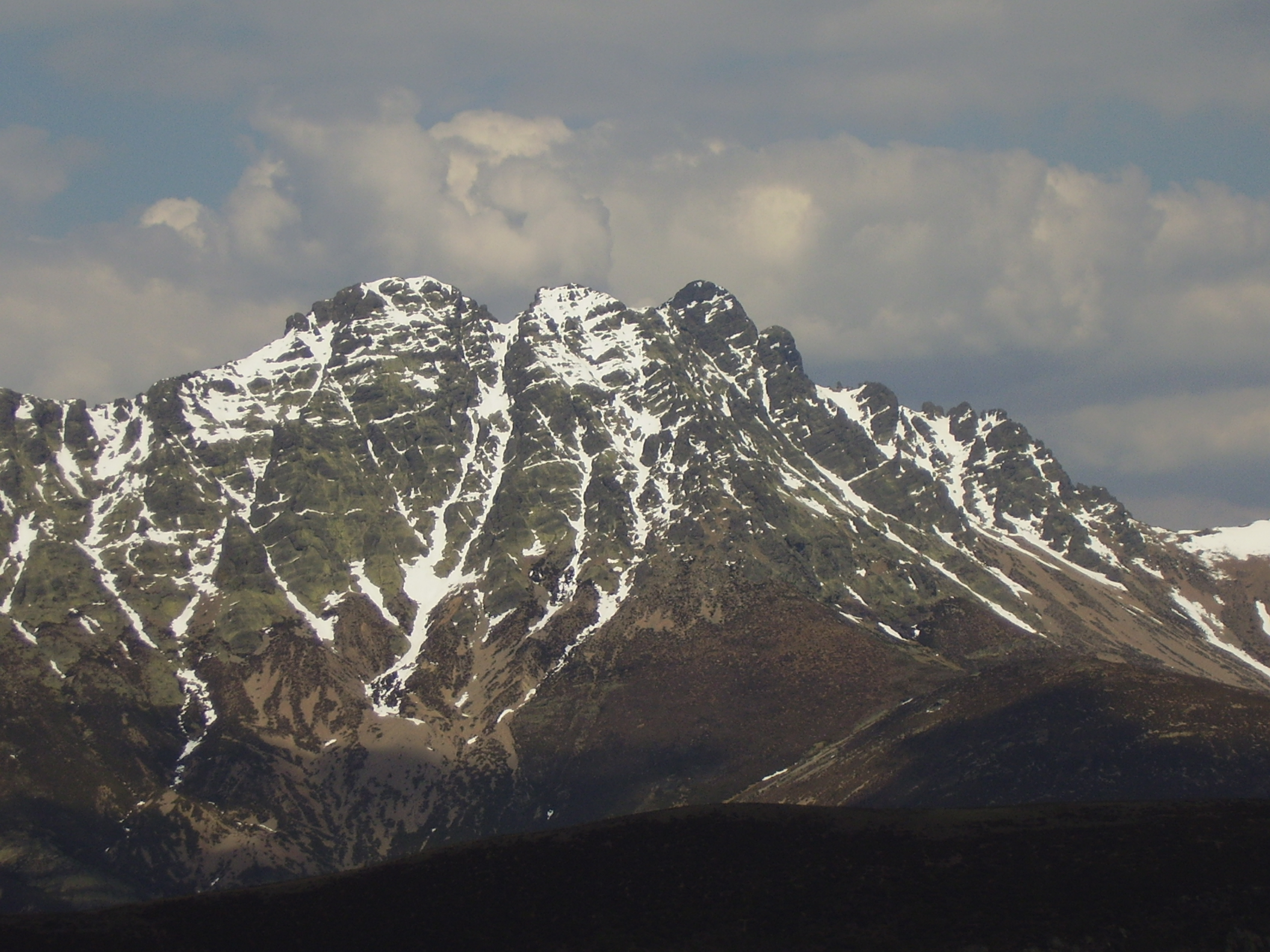
El pico Curavacas, una de las máximas elevaciones del parque.

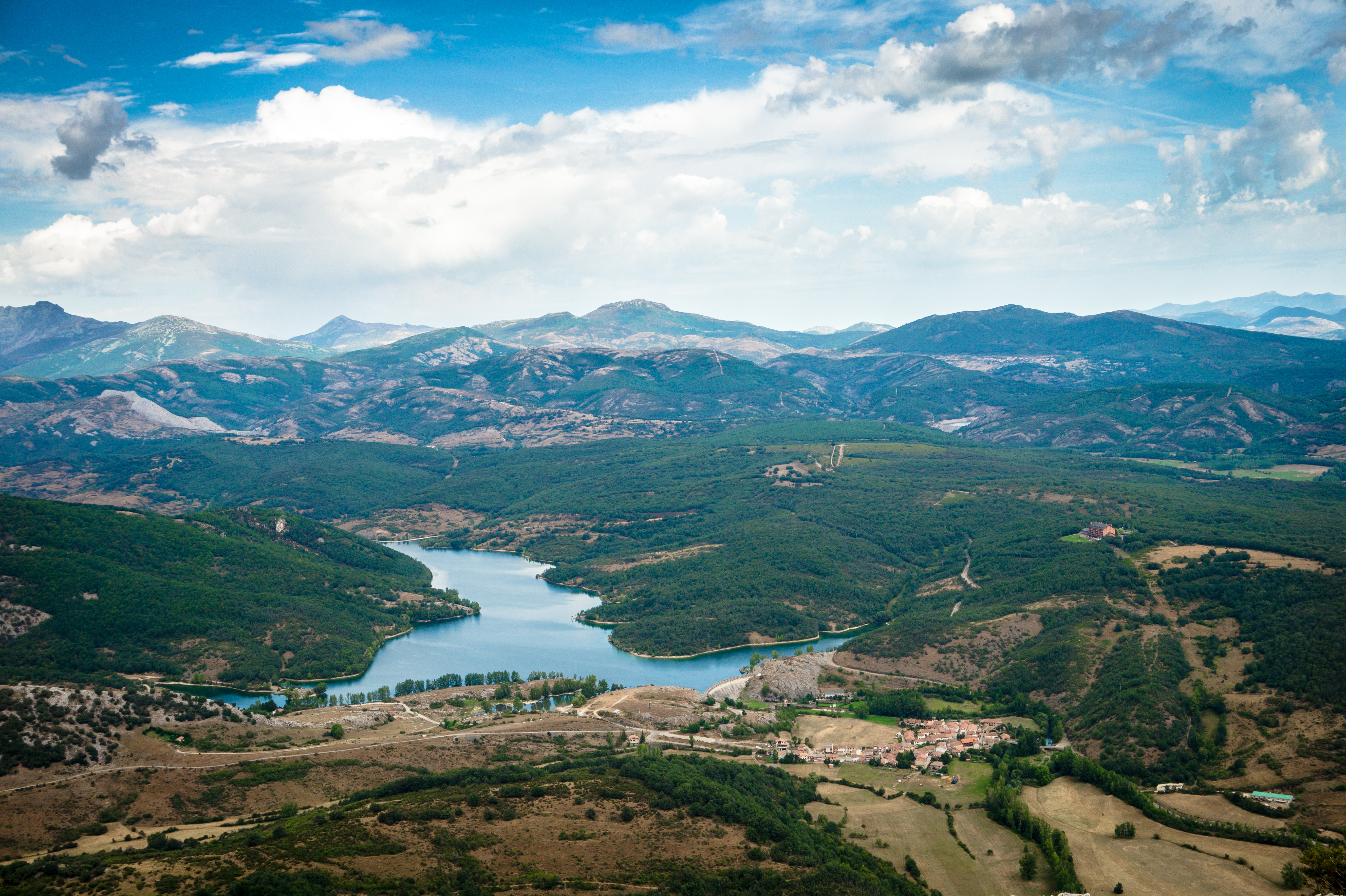
Embalse de Cervera y Ruesga.

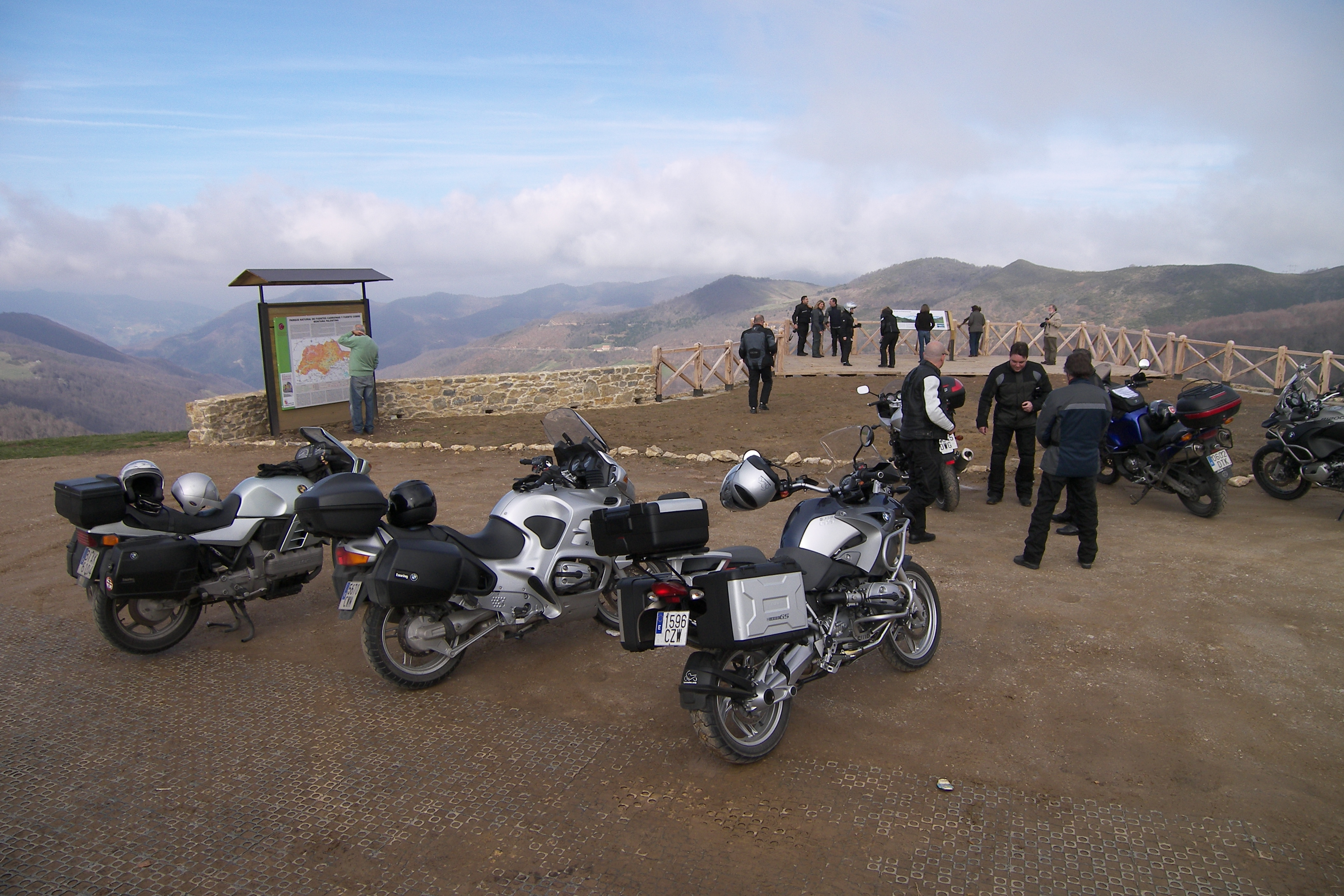
Mirador de Piedrasluengas.

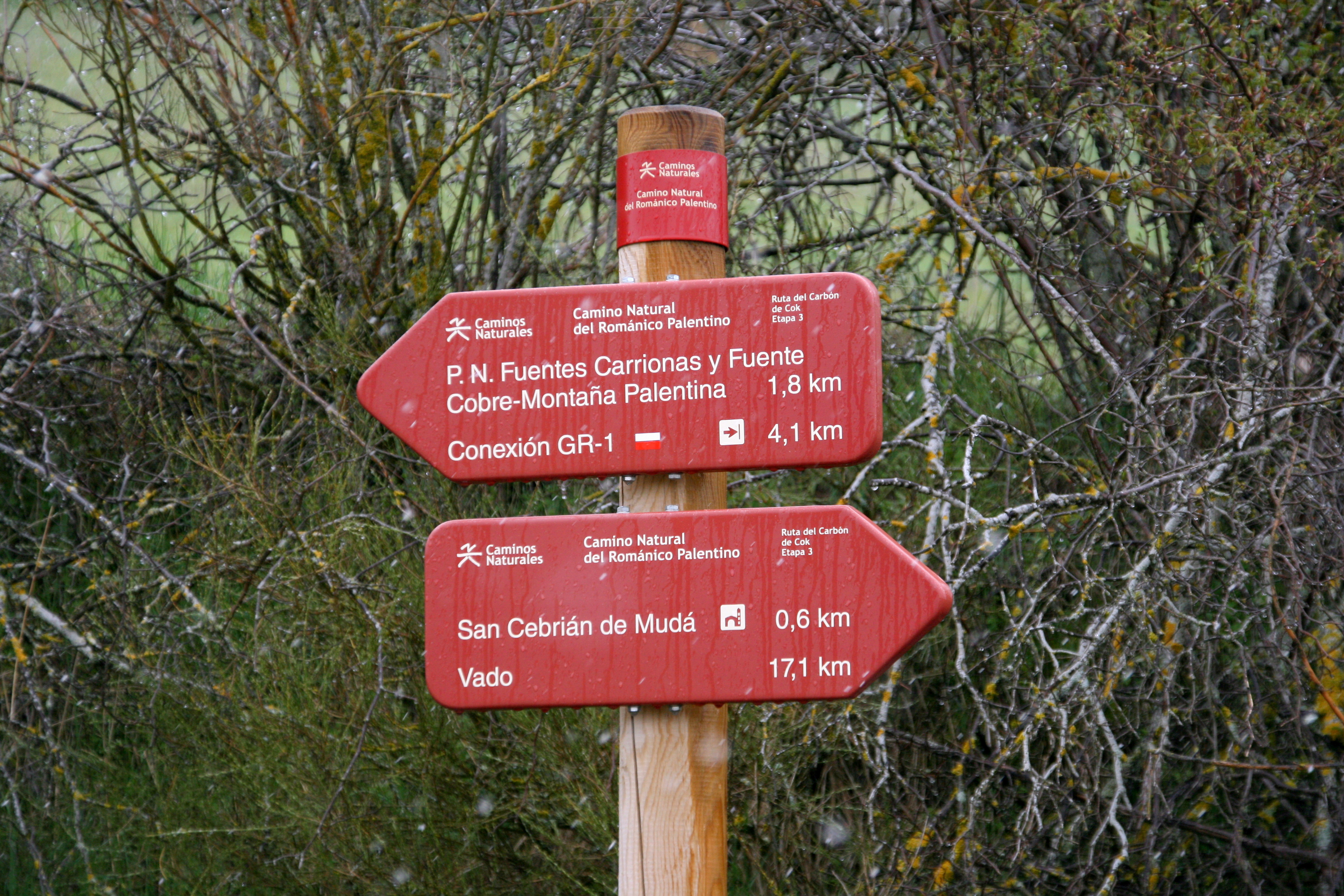
Camino del Románico.

- Fecha de declaración como parque natural: 2000
- Localización:
En el extremo norte de la provincia, linda al oeste con León y al norte con Cantabria
- Superficie:
Superficie del parque: 78 360 ha.
Superficie incluida ZIS: 126 100 ha.
- Geomorfología: Caracterizado por la alternancia de pliegos fragmentados por fallas. Las calizas han permitido un modelado kárstico hipogeo. Hay circos, umbrales, valles, morrenas, glaciares del Cuaternario.

- Término municipal:
N.º de municipios: 10
Núcleos de población en el interior del Espacio: 98

### Poblaciones
| 10 | Municipios              | 98        | Localidades |
| 1  | Velilla del Río Carrión | .../6     | Velilla del Río Carrión, Alba de los Cardaños, Camporredondo de Alba, Cardaño de Abajo, Cardaño de Arriba, Otero de Guardo |
| 2  | Aguilar de Campoo       | .../29    | |
| 3  | San Cebrián de Mudá     | .../...   | Perapertú, San Martín de Perapertú, Vergaño, Valle de Santullán |
| 4  | Cervera de Pisuerga     | .../24    | Arbejal, Celada de Roblecedo, Estalaya, Gramedo, Herreruela de Castillería, Ruesga, Rabanal de los Caballeros, Rebanal de las Llantas, Resoba, San Felices de Castillería, San Martín de los Herreros, Santibáñez de Resoba, Valsadornín, Vañes, Ventanilla, Verdeña. |
| 5  | Triollo                 | .../...   | La Lastra, Vidrieros. |
| 6  | Polentinos              | .../...   | |
| 7  | Brañosera               | .../4,5   | Salcedillo, Valberzoso |
| 8  | La Pernía               | .../10,11 | Areños, Camasobres, El Campo, Casavegas, Lebanza, Lores, Los Llazos, Piedrasluengas, San Juan de Redondo, San Salvador de Cantamuda, Santa María de Redondo, Tremaya                                                                                                  |
| 9  | Castrejón de la Peña    | .../10    | Traspeña de la Peña, Villanueva de la Peña |
| 10 | Dehesa de Montejo       | .../4     | Colmenares de Ojeda, Vado de Cervera |

A fecha de 2005:
- Población en el interior: 2140 habitantes.
- Afluencia anual: 23 996 visitantes.

### Valores naturales y culturales

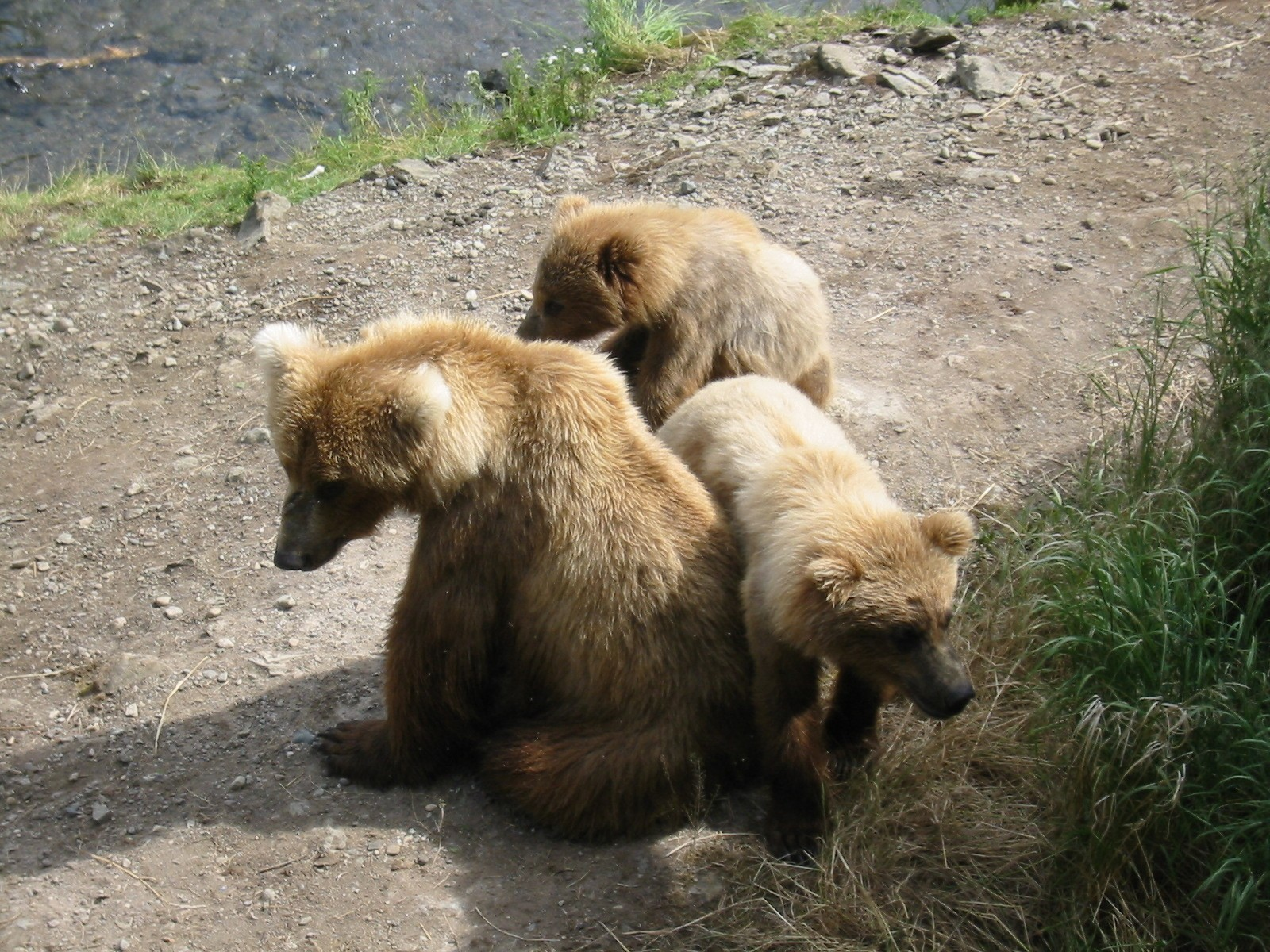
Hembra de oso pardo, la especie más emblemática del parque, con sus oseznos.

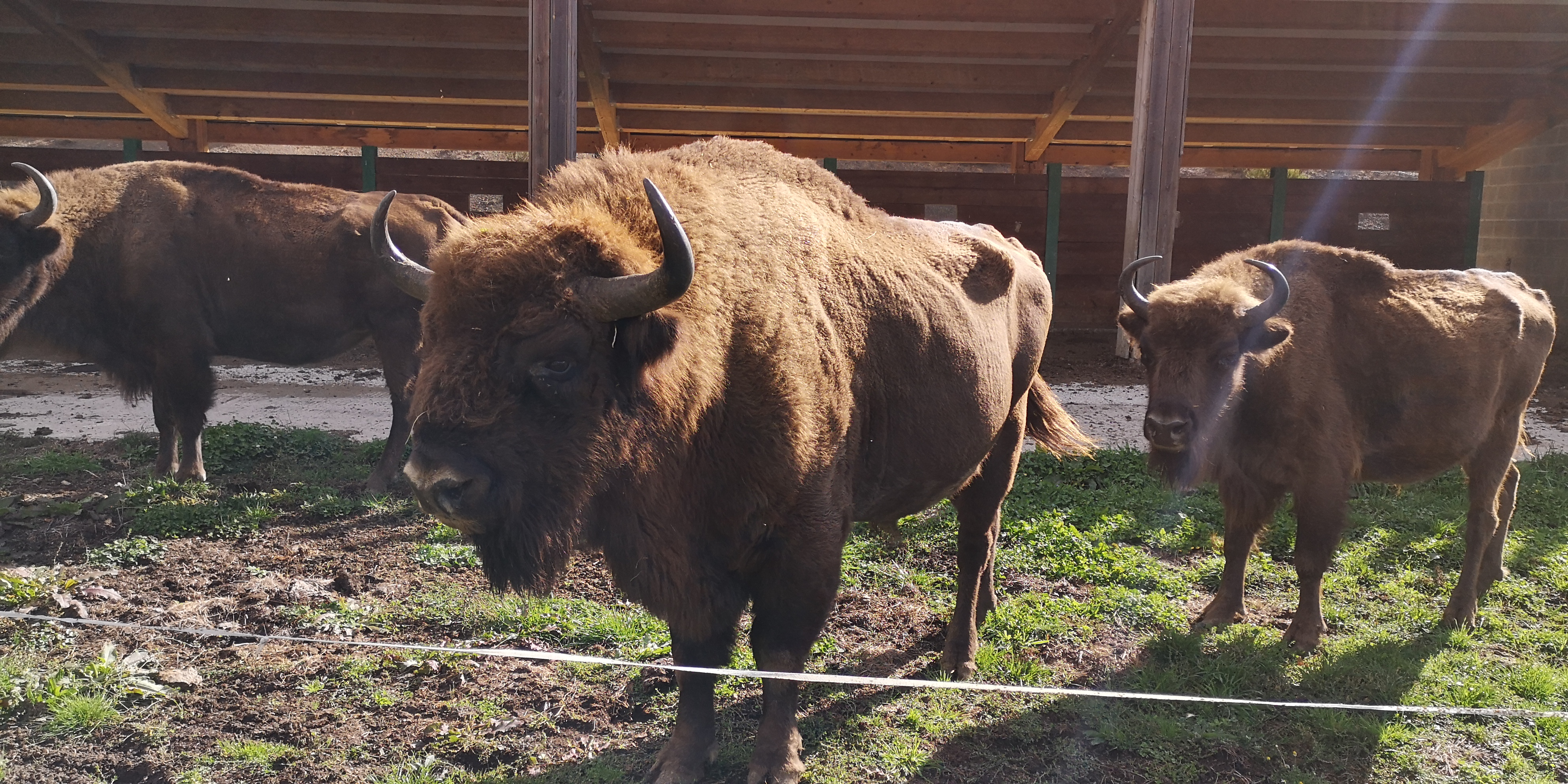
Bisontes en la Reserva del Bisonte Europeo de San Cebrián de Mudá.

- Vegetación:
La privilegiada situación del parque natural permite admirar una inmensa riqueza florística.
Su vegetación presenta una notable variedad resultado de las diversas condiciones climáticas que se conjugan en esta área, disfrutando de un clima continental, con temperaturas medias de 19,5 °C en verano y 3,5 °C en invierno. En consecuencia, nos encontramos tanto encinares y sabinares albares como hayedos, robledales o abedulares.
  - Tejeda de Tosande, una de las tejedas más notables de la Europa Occidental; el Pinar de Velilla, uno de los pocos pinares naturales de la Cordillera; Enebral de Peñas Lampas, la formación más septentrional de sabina albar de toda su área de distribución.
  - Endemismos vegetales localizados normalmente en praderas de las zonas más altas, como la artemisa cantábrica (Artemisia chamaemelifolia ssp. cantabrica) y especies vegetales únicas, como Echium cantabricum, que sólo puede encontrarse en estos parajes. Asimismo, otras especies vegetales protegidas, como Sideritis hyssopifolia, muy abundante en las montañas.

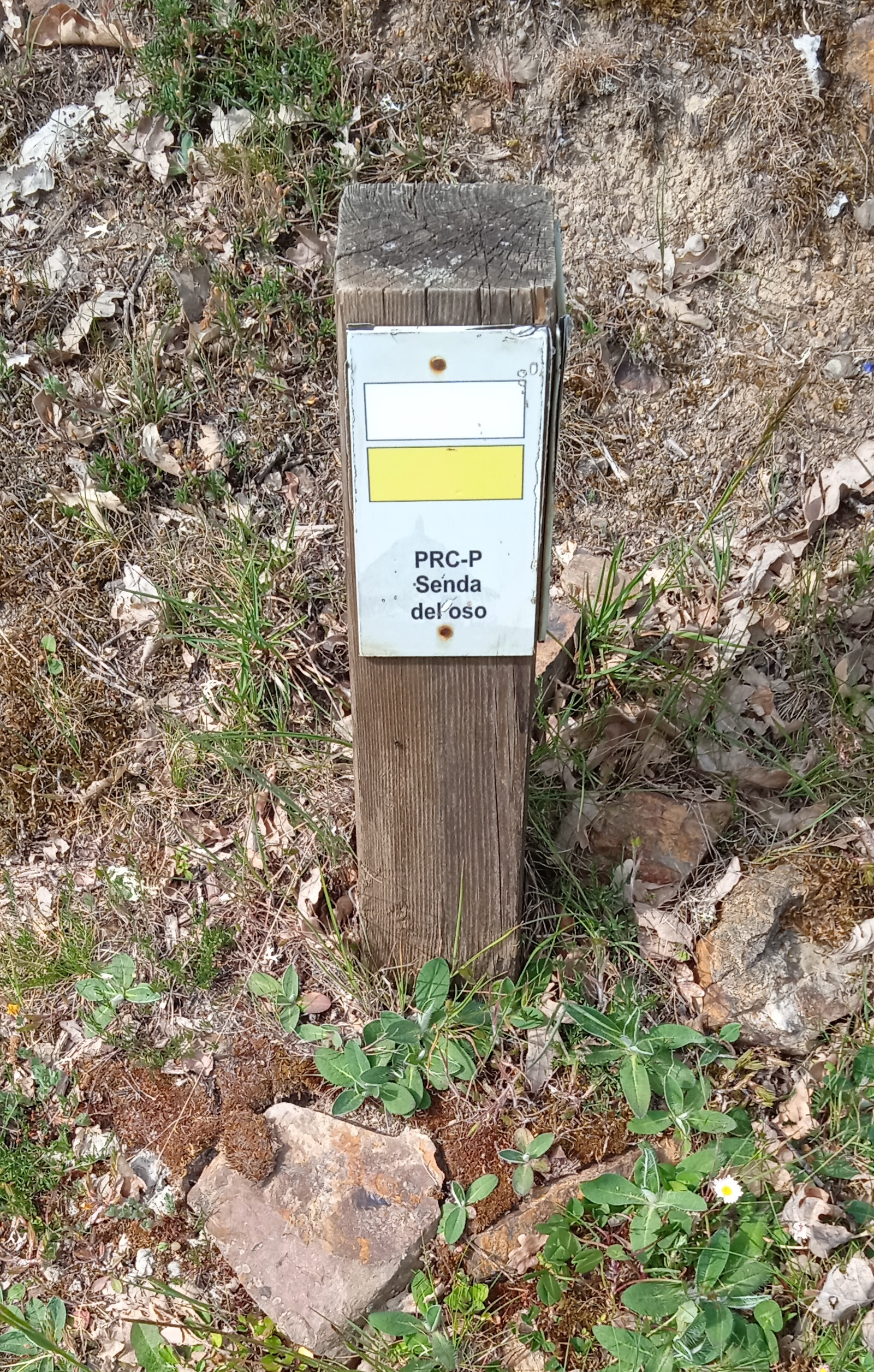
Indicador en la Senda del Oso (Parque Natural de la Montaña Palentina)

- Indicador en la Senda del Oso (Parque Natural de la Montaña Palentina)Fauna:  oso pardo, urogallo, lobo, rebeco cantábrico, ciervo y nutria; perdiz pardilla, acentor alpino, águila perdicera, águila real, aguilucho cenizo, alimoche, avión roquero, búho real, buitre leonado, carbonero palustre, chova piquigualda, culebra bastarda, desmán de los pirineos, gato montés, gorrión alpino y halcón común; lagartija de bocage, lagartija de tubería, lagarto ocelado, liebre de piornal, lirón gris, marta, pico mediano, pito negro, rana bermeja, treparriscos y víbora de Seoane.
- Geología:
Posee bellos macizos kársticos, que dan lugar a importantes cuevas y simas:
  - Cueva del Cobre: Interesante cavidad, no solo por ser el nacimiento del río Pisuerga, sino por las formaciones y dimensiones de sus galerías.
  - sumidero del Sel de la Fuente, en la Sierra de Híjar: Cavidad que recoge las aguas del circo glaciar del pico Valdecebollas.

- Cultura:

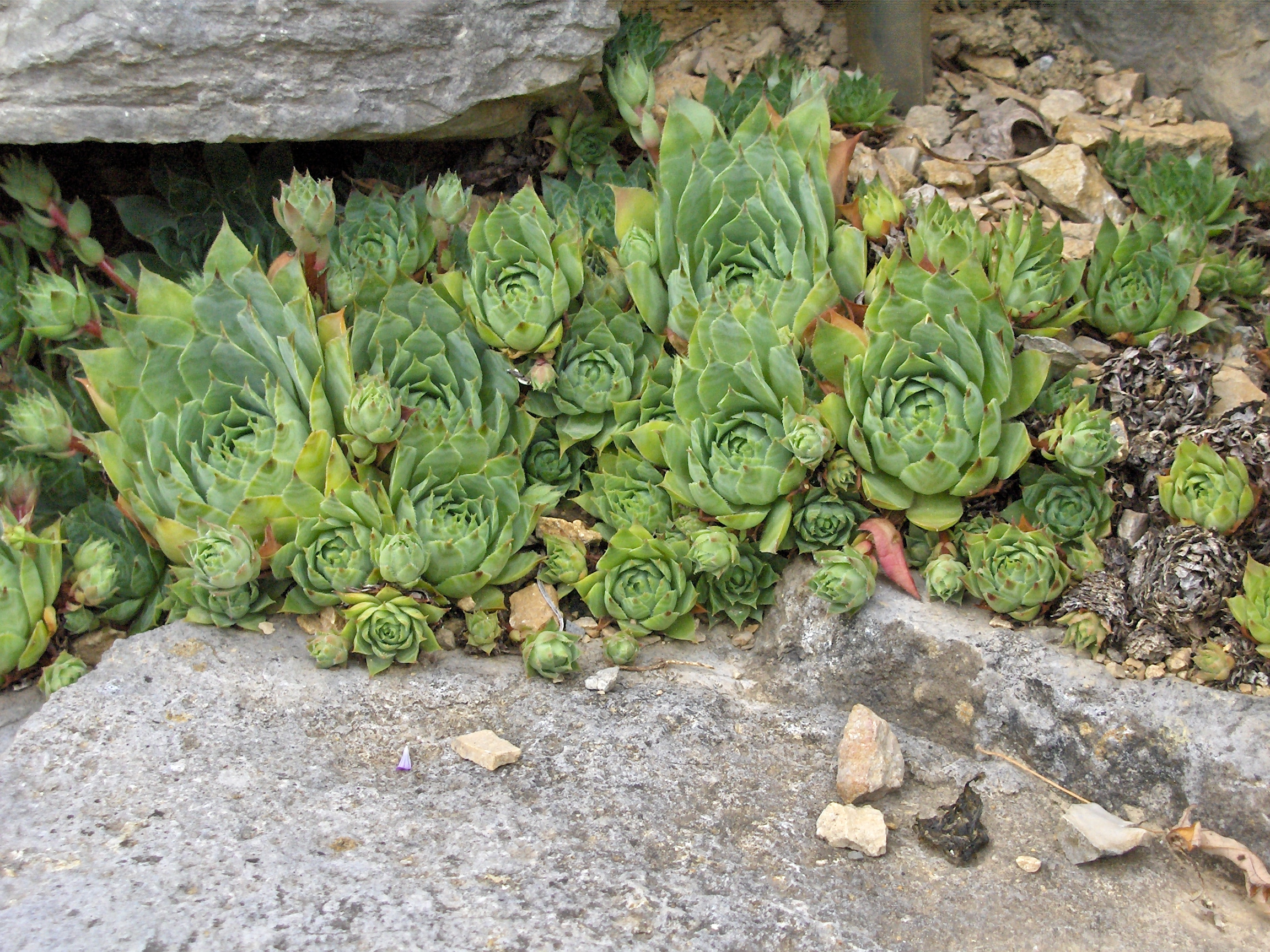
Siempreviva o Sempervivum, que se desarrolla en las zonas de alta montaña de la zona.

  - Velilla del Río Carrión, que en julio celebra el Día de Fuentes Carrionas y la Montaña Palentina, declarado de Interés Turístico.
  - Cervera de Pisuerga y Aguilar de Campoo, con sus casas blasonadas, y Brañosera, primer ayuntamiento de España en el año 824.
  - En Lebanza destaca la antigua abadía; desde las pequeñas localidades de Piedrasluengas, Camasobres y Lores es posible disfrutar de espléndidas vistas de la montaña.
  - En la zona norte de Palencia se concentra además uno de los mayores y más notables conjuntos de arte Románico de todo el mundo, y en San Salvador de Cantamuda y San Cebrián de Mudá se encuentran algunas de las mejores muestras.

## Medidas de protección
Parte del territorio afectado fue declarado Reserva Nacional de Caza de Fuentes Carrionas, mediante la Ley 37/1966. 
Restricciones - publicado en el BOCYL  del día 18 de marzo de 2010
Restricción temporal de acceso y tránsito de visitantes, en varias zonas de Reserva y Uso Limitado, en los términos municipales de La Pernía, Polentinos y Cervera de Pisuerga dentro de los límites geográficos afectados por el Plan de Ordenación de los Recursos Naturales del Espacio Natural de Fuentes Carrionas y Fuente Cobre-Montaña Palentina (Palencia)
Restricciones - publicado en el BOCYL del día 1 de febrero de 2002
El Servicio Territorial de Medio Ambiente de la Junta de Castilla y León, con motivo de la cría del oso, ha restringido de forma temporal el acceso y tránsito de visitantes, en varias zonas de reserva y uso limitado, en los términos municipales de La Pernía, Polentinos y Cervera de Pisuerga, dentro de los límites geográficos afectados por el Plan de Ordenación de los Recursos Naturales del Espacio Natural de Fuentes Carrionas y Fuente Cobre-Montaña Palentina (Palencia).
Estas restricciones afectan al uso turístico y recreativo y no afectan a los propietarios de los terrenos ni a los titulares de los derechos sobre su uso, y en particular a los titulares de aprovechamientos forestales, cinegéticos y ganaderos, que tendrán libre acceso a estas zonas para el desarrollo de las actividades permitidas.
Período de restricción: del 1 de febrero hasta el 31 de mayo.